# クローマー伯爵
クローマー伯爵（英: Earl of Cromer）は、イギリスの伯爵位。連合王国貴族。
イギリスの半植民地エジプトの統治にあたっていたイヴリン・ベアリングが1901年に叙されたのに始まる。

## 歴史

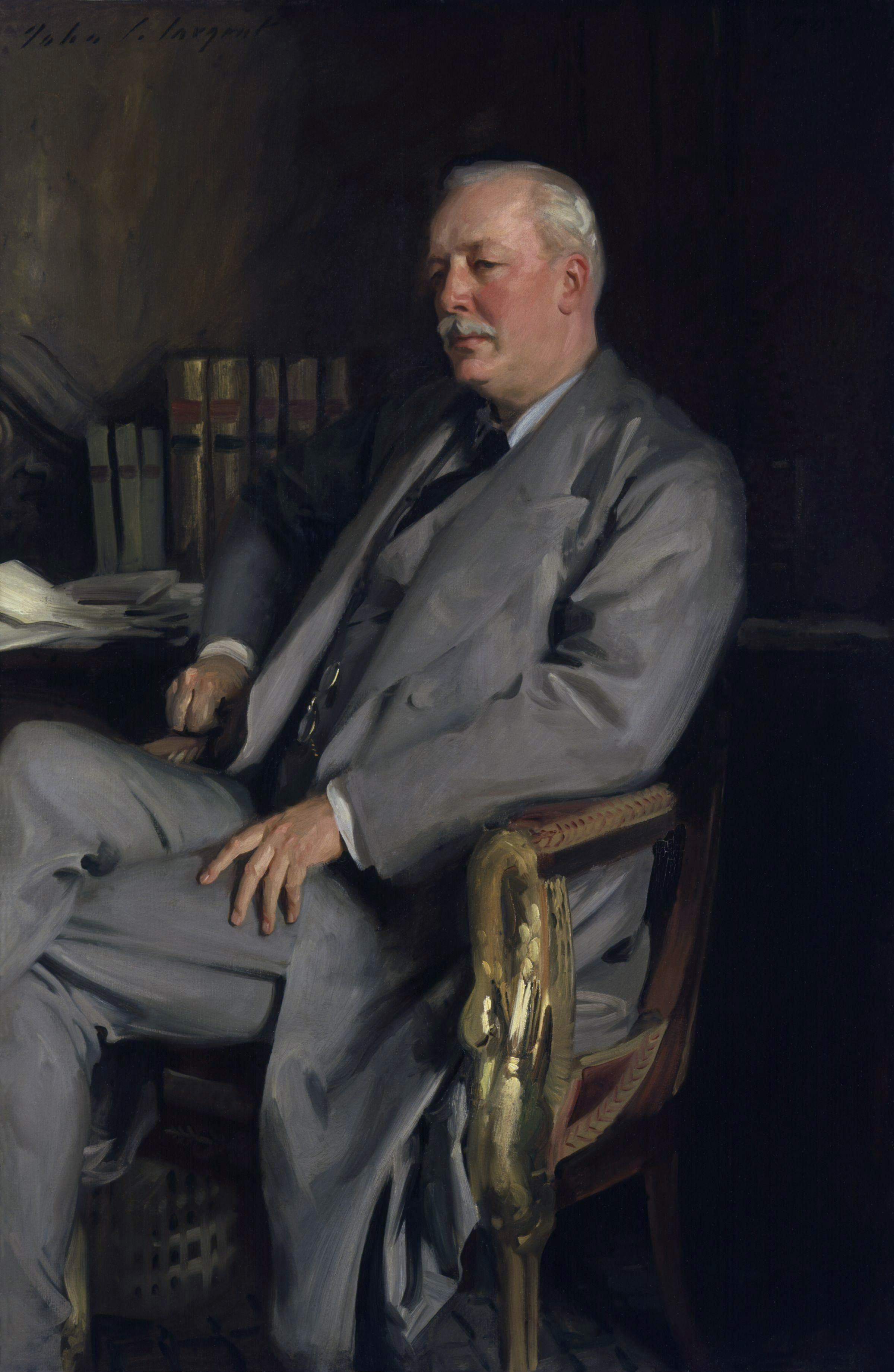
初代クローマー伯爵イヴリン・ベアリング（ジョン・シンガー・サージェント画）

1882年9月、エジプトはオラービー革命鎮圧のために侵攻してきたイギリス軍によって占領され、以降イギリスの半植民地状態におかれた。1883年9月には銀行家一族ベアリング家出身のイヴリン・ベアリング(1841-1917)がエジプト総領事に就任し、実質的なエジプト統治者となった。彼は1907年の退任までエジプト行政改革に辣腕をふるい、エジプトを強力に支配した。
この在任中にイヴリンに対してしばしば叙爵があった。1892年6月20日には「カウンティ・オブ・ノーフォークにおけるクローマーのクローマー男爵（Baron Cromer, of Cromer in the County of Norfolk）」、1899年1月25日には「カウンティ・オブ・ノーフォークにおけるクローマー子爵（Viscount Cromer, in the County of Norfolk）」、そして1901年8月8日には「カウンティ・オブ・ノーフォークにおけるクローマー伯爵（Earl of Cromer, in the County of Norfolk）」と「カウンティ・オブ・ノーサンバーランドにおけるヘクサムのエリントン子爵（Viscount Errington, of Hexham in the County of Northumberland）」を与えられた（すべて連合王国貴族爵位）。
初代クローマー伯の死後、爵位は長男ローランド・トマス・ベアリング(1877-1953)によって継承された。また初代クローマー伯の三男チャールズ・イヴリン(1903-1973)も南ローデシア総督(在職1942-1944)やケニア総督(在職1952-1959)を務めるなど植民地行政官として活躍したため、1960年に兄とは別に連合王国貴族「カウンティ・オブ・ノーサンバーランドにおけるホウィックのグレンデールのホウィック男爵」に叙されている。
2代クローマー伯の長男である3代クローマー伯ジョージ・ローランド・スタンリー・ベアリング(1918-1991)は、イングランド銀行総裁(在職1961年-1966年)や駐米大使(在職1971年-1974年)を務めた。
2015年現在の当主はその長男である第4代クローマー伯イヴリン・ローランド・エズモンド・ベアリング(1946-)である。

## 現当主の保有爵位
第4代クローマー伯爵イヴリン・ローランド・エズモンド・ベアリングは、以下の爵位を有する。
- 第4代クローマー伯爵(4th Earl of Cromer)
(1901年8月8日の勅許状による連合王国貴族爵位)
- 第4代カウンティ・オブ・ノーフォークにおけるクローマーのクローマー子爵(4th Viscount Cromer, of Cromer in the County of Norfolk)
(1899年1月25日の勅許状による連合王国貴族爵位)
- 第4代カウンティ・オブ・ノーサンバーランドにおけるヘクサムのエリントン子爵(4th Viscount Errington, of Hexham in the County of Northumberland)
(1901年8月8日の勅許状による連合王国貴族爵位)
- 第4代カウンティ・オブ・ノーフォークにおけるクローマーのクローマー男爵(4th Baron Cromer, of Cromer in the County of Norfolk)
(1892年6月20日の勅許状による連合王国貴族爵位)

## 一覧

### クローマー男爵（1892年）
- 初代クローマー男爵イヴリン・ベアリング（1841年-1917年） ※1899年にクローマー子爵

### クローマー子爵（1899年）
- 初代クローマー子爵イヴリン・ベアリング（1841年-1917年） ※1901年にクローマー伯爵

### クローマー伯爵（1901年）
- 初代クローマー伯爵イヴリン・ベアリング（1841年-1917年）
- 第2代クローマー伯爵ローランド・トマス・ベアリング（英語版）（1877年-1953年）
- 第3代クローマー伯爵ジョージ・ローランド・スタンリー・ベアリング（英語版）（1918年-1991年）
- 第4代クローマー伯爵イヴリン・ローランド・エズモンド・ベアリング（1946年-）

法定推定相続人はエリントン子爵(儀礼称号)アレクサンダー・ローランド・ハームズワース・ベアリング（1994年-）。

### 註釈
1. ↑  紋章中の第1及び第4クォーターリングがベアリング家本来の紋章。第2及び第3クォーターリングは、その祖フランシス・ベアリングの妻ハリエット夫人の実家「ヘリング家」の紋章。クローマー伯爵家は、夫妻の三男の子孫にあたる系統である。